# Wilmar (Arkansas)
Wilmar é uma cidade localizada no estado americano de Arkansas, no Condado de Drew.

## Demografia
Segundo o censo americano de 2000, a sua população era de 571 habitantes.
Em 2006, foi estimada uma população de 551, um decréscimo de 20 (-3.5%).

## Geografia
De acordo com o United States Census Bureau, a localidade tem uma área de 4,1 km², sem área coberta por água.

## Localidades na vizinhança
O diagrama seguinte representa as localidades num raio de 40 km ao redor de Wilmar.